# حوروس
حوروس، حورس یا حاروئریس عنوانی است که به‌طور کلی برای خدایان متعددی مصری به کار برده می‌شود که در مصر باستان پرستش می‌شدند. بلندآوازه‌ترین آن‌ها حوروس فرزند ایزیس یا حوروس صغیر است که پس از مرگ پدرش ازیریس (Osiris) انتقام او را گرفت. در بین صفات تمامی ایزدانی که با نام حوروس شناخته می‌شوند، مقام سلطنت، نماد آسمان و خورشید و پیروزی به چشم می‌خورد. شاهین حوروس (به انگلیسی: Horus Falcon) از نگاره‌های بسیار مشهور مصر باستان است.
تلفظ نام او لاتینی است که خود مأخوذ از horos یونانی و نهایتا har مصری می‌باشد. او «ایزد عقاب‌نما» یا خدای قوش‌سر بود که در میان یونانیان با آپولون یکی پنداشته می‌شد و در نگاره‌های بازمانده از مصر باستان، سر عقاب دارد. او با نام هور که در مصری تلفظ واژه‌ای دارد، به معنای آسمان عقاب‌نما می‌نمود که فراز سرشان در آسمان پرواز می‌کرد. بسیاری از آنان «آسمان» را همچون عقابی ایزدی می‌پنداشتند که خورشید و ماه دو چشم این عقاب بودند. پرستندگان مصری، ایزدعقاب‌نما را در نظام‌های پیش از تاریخ، «توتم» می‌دانستند و از نخستین زمان موجودی ایزدی و برجسته به‌شمار می‌آمد. تصویر نگارهٔ ایزد عبارت است از عقابی که بر تیرکی نشسته‌است.

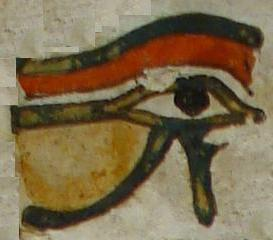
چشم جهانبین حوروس یکی از مهم‌ترین نمادهای مصر باستان

حوروس پس از جنگ با عمویش ست (ایزد صحراها و جنگ) پادشاه مصر شد اما چشمانش را در این نبرد از دست داد. بدین ترتیب چشم حوروس به عنوان طلسمی در مقابل شیاطین و خطرات، به یکی از مهم‌ترین نمادهای مصر باستان تبدیل شد. این نماد که به آن چشم «بوتو (وجت)» (ایزدبانوی مصری) هم گفته می‌شود، چشمی بود که ایزد عشق حاثور برای جایگزینی چشم از دست رفته ی حوروس ساخته و به او داده بود. این هدیه باعث آشنایی آن دو و ازدواجشان در آینده شد. این نماد روی قایق‌ها کشیده می‌شد تا در برابر دریای طوفانی از آن‌ها محافظت کند.
از نظر برخی نظریه پردازان توطئه، در سال ۳۵۰ میلادی در امپراتوری روم چون مردم مسیحی بوده و دولت پاگان برای یکسان کردن دین حکومت و مردم و جلوگیری از جنگ داخلی دست به تغییر مسیحیت زده و بیشتر مقدسات مسیحیت و پاگانیسم را یکسان می‌کنند به خصوص عیسی و حورس بیشتر مورد هدف قرار می‌گیرند به نظر این نظریه پردازان علت پذیرفته شدن عیسی به عنوان فرزند خدا در مسیحیت یکسان شدن او با حوروس می‌باشد.

## نام

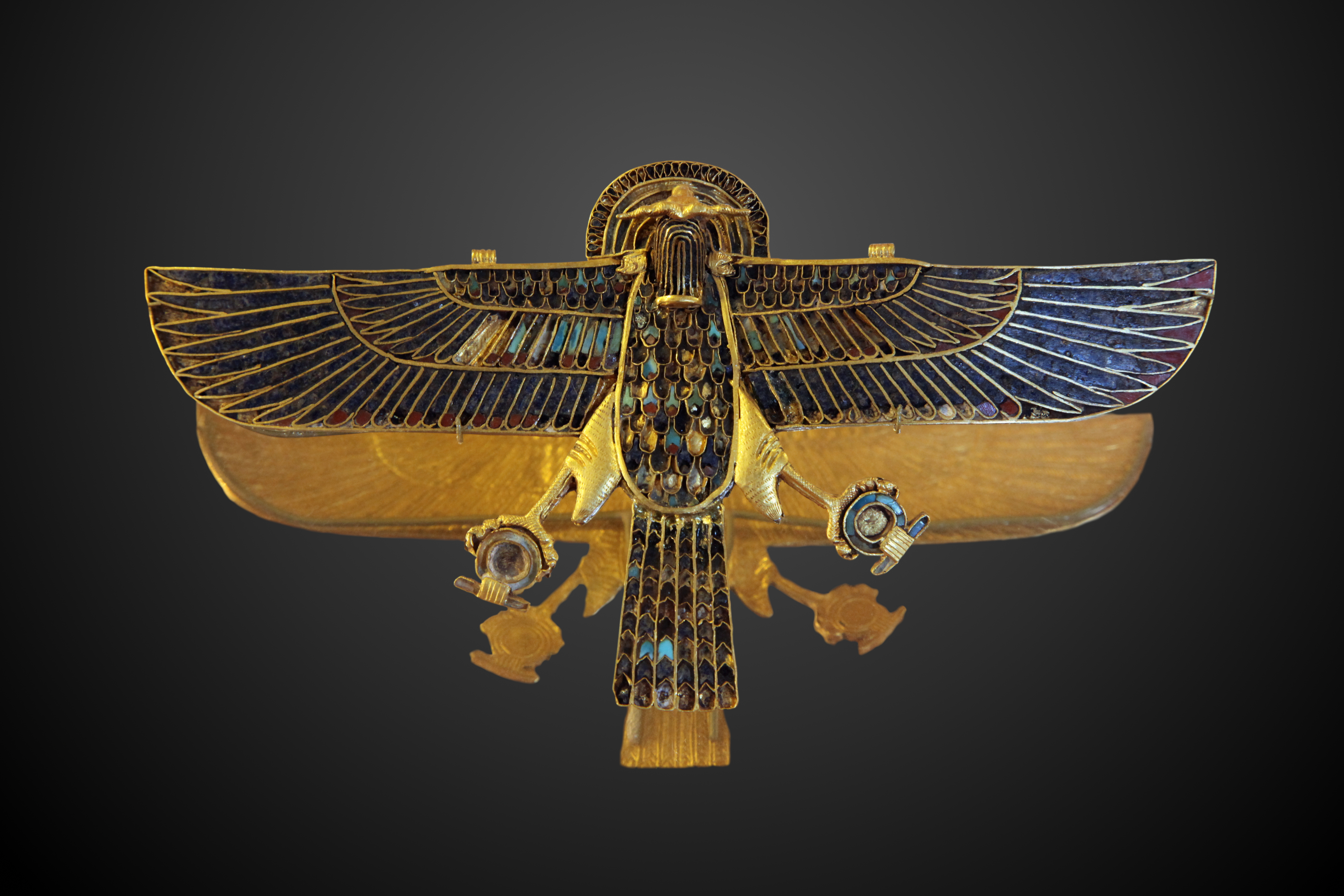
مجسمهٔ حوروس

نام این خدا در مصری حَر تلفظ می‌شده و احتمالاً به معنای «رفیع» یا «دور دست» است که اولین بار حدود ۳٬۰۰۰ سال قبل از میلاد در کتیبه‌های مصری دیده شده‌است.

## سرگذشت
در متون اهرام آمده‌است که حوروس فرزند ایزیس، و برادر انوبیس بشمار می‌آید. او در شمال شرقی دلتای نیل متولد شد و مادرش او را در نیزارها پنهان کرد تا از چشم ست، خدای خدای طوفان و بیابان، دور بماند. مطابق متون اهرام، مبارزهٔ بین او و ست مبارزه‌ای جاودانه میان نور و ظلمت است و با نبردهایی به شکل نمادین که در آن، ست چشم حوروس را می‌درد، در حالی که حوروس نیز دشمن شکست ناپذیرش را اخته می‌کند. شورای ایزدان به سود حوروس رای زد چون او از پایان سلسلهٔ دوم شهریاران مصر هم چون ایزدی فراعنه بشمار می‌رفت و در اسناد به‌دست آمده از آنان، او را هور نوبتی (Hor Nubti) لقب داده‌اند، یعنی «حوروس، نابودگر است».
ایزیس به منظور محافظت از حوروس وی را در انزوا بزرگ کرد. او به این منظور پرورش یافت که خدای ملی مصر و نیای فراعنه شود. فراعنه خود را حوروس زنده می‌نامیدند.

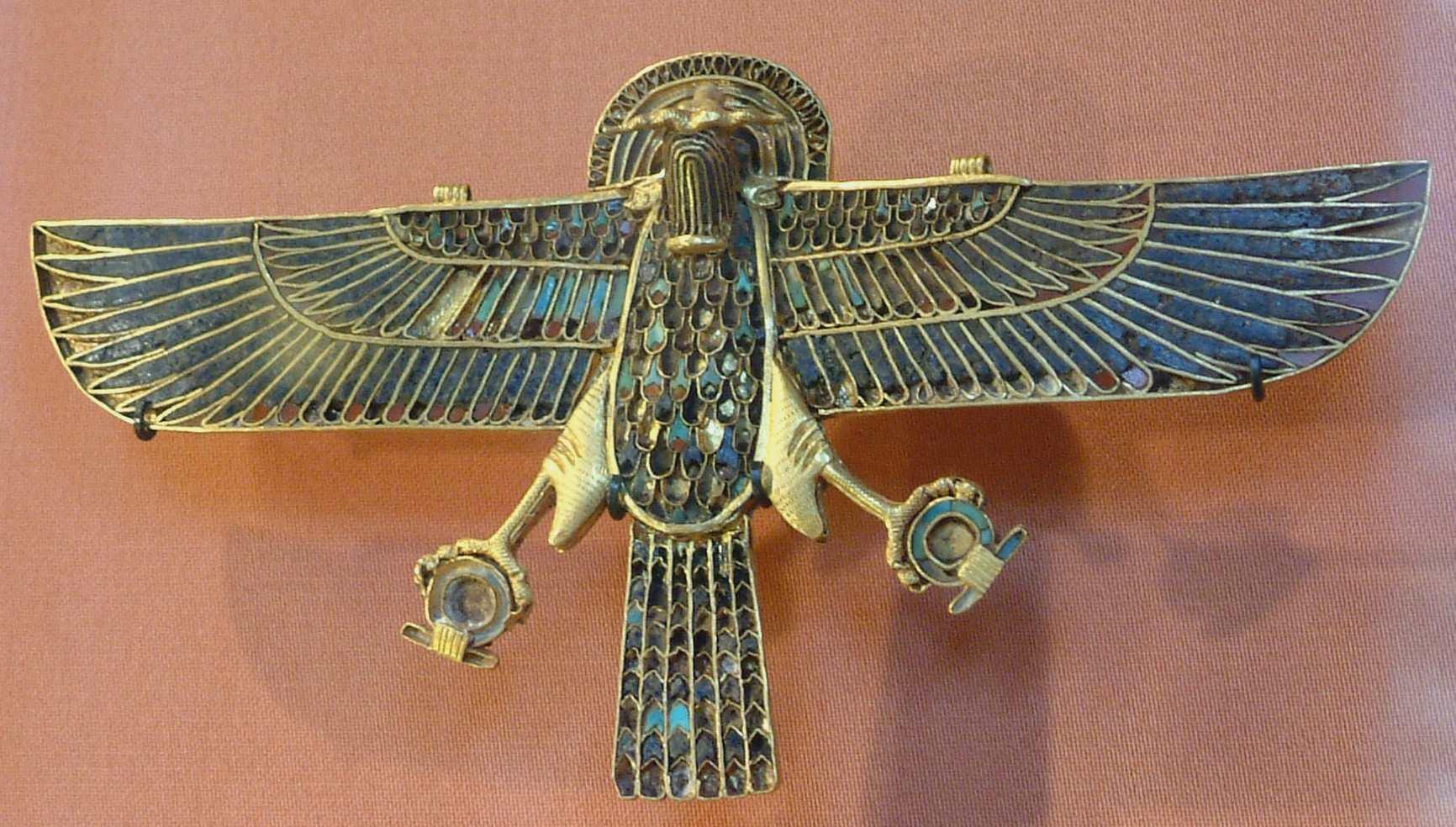
نماد حوروس

## نقش‌های اسطوره‌شناختی

### فرزند ازیریس و آیزیس
حوروس پسر ازیریس و ایزیس است. پس از کشته‌شدن ازیریس به دست برادرش ست؛ آیسیس قطعات تکه‌تکهٔ ازیریس را به کمک تات (و در برخی روایت به کمک آنوبیس) جمع می‌کند به جز آلت تناسلی.

### خدای انتقام
حوروس پس از بزرگ شدن برای انتقام گرفتن به جنگ با ست می‌رود. به همین خاطر حوروس را خدای انتقام نیز می‌دانند. ست به یکی از چشم‌های حوروس ضربه می‌زند و آن را کور (و در برخی روایات ضعیف) می‌کند. حوروس نیز ضربه‌ای به بیضه‌های ست می‌زند. (به همین دلیل ست گاهی خدای نازایی نیز شناخته می‌شود) در نهایت وقتی که حوروس، ست را شکست می‌دهد و قصد کشتن او می‌کند، ایزیس که مادر حوروس و خواهر ست است، او را از کشتن ست بازمی‌دارد.

### حوروس و فرعون
فرعونهای مصری، خودشان را نمود خدایان بر روی زمین می‌دانستند. آنان اعتقاد داشتند در هنگام زندگی، نمود حوروس بر روی زمین‌اند و در هنگام مرگ، نمود ازیریس در دنیای مردگان به‌شمار می‌روند. در قبر توت‌عنخ‌آمون مربوط به ۱۳۰۰ پیش از میلاد نیز نماد حوروس یافت شده‌است.

## پرستشگاه‌ها
هر جا پرستندگان عقاب می‌زیستند، حوروس نیز در آن جا پرستیده می‌شد، اما در طول زمان، در پرستش‌گاه‌های گوناگونی که به او اختصاص داشت، نقش و خصوصیاتش دیگرگونه بود؛ بنابراین می‌توان حدود بیست حوروس را بازیافت که در میان آنان تشخیص حوروس ارشد یا حاروئریس اهمیت بسیار دارد. دیگر عقاب‌های مربوط به یک شخصیت خورشیدی چون هوربهدتیت، حوروس ادفو، ازحوروس، فرزند ایزیس است که در افسانهٔ ازیری شرح آن آمده‌است و هارسی سیس (به انگلیسی: Harsiesis)، کودک انتقام گیرندهٔ پدر، نیز چنین است.

## رابطه با موسی
مطابق روایت تورات، زمانی که موسی متولد شد مادرش او را از ترس فرعون — که قصد کشتار نوزادهای اسرائیلی داشت — در سبدی پنهان کرد و در رودخانه قرار داد. این همان سنتی است که در روایت تولد حوروس دیده می‌شود که مادرش او را در نیزارها پنهان کرد تا از چشم ست دور بماند. این الگو در خاور نزدیک باستان در ساخت داستان تولد شخصیت‌های مختلفی به کار رفته‌است؛ علاوه بر افسانهٔ تولد موسی و حوروس، تولد کوروش بزرگ، گیلگمش و سارگن بزرگ هم با همین الگو ساخته شده‌است.

## نمادهای الگوبرداری شده از هوروس

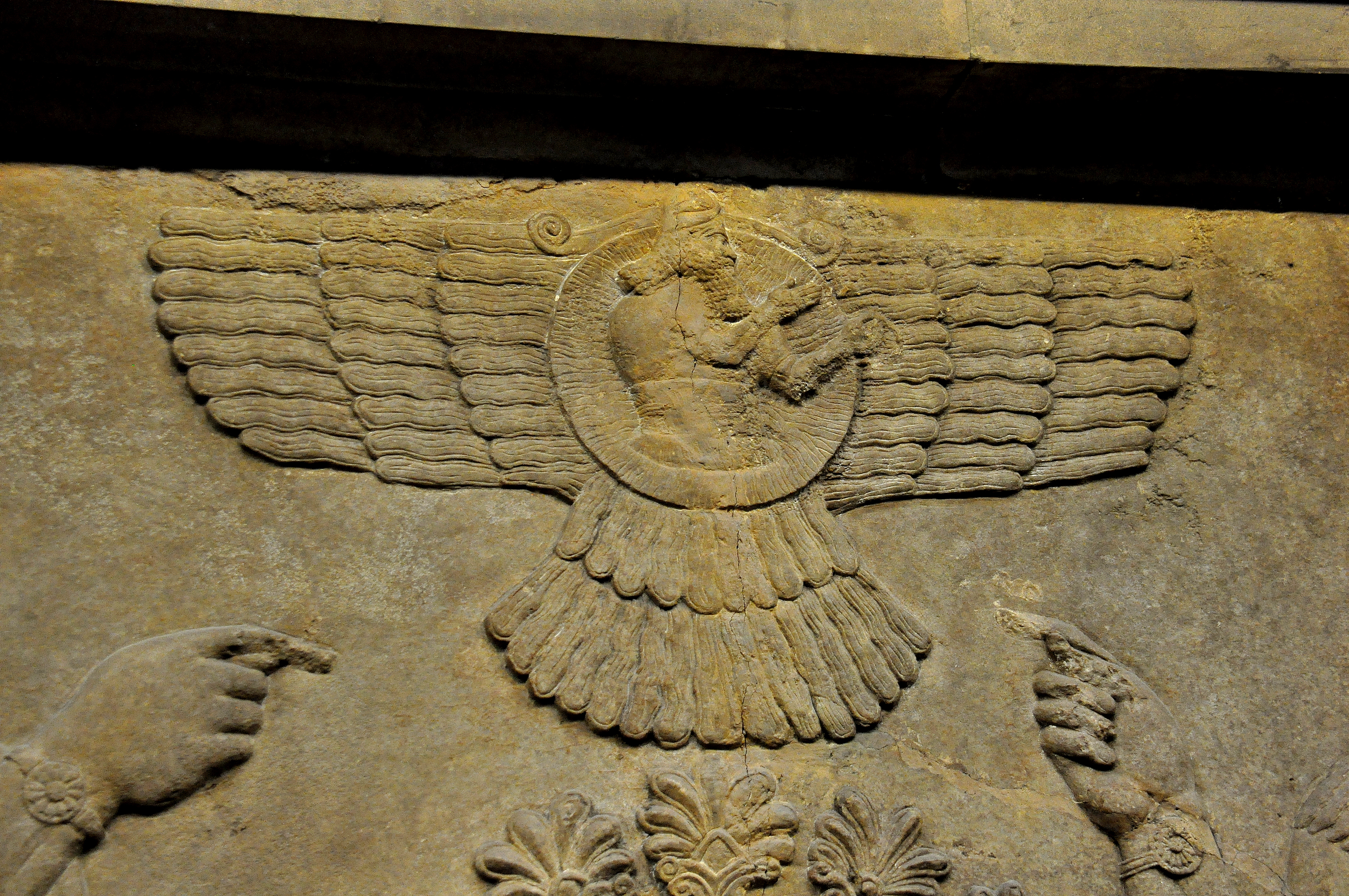
ایزد آشور با بالهای بزرگ که اون نیز از صنایع دستی مصری همانند ایزیس و حوروس الگوبرداری کرده‌است. نمونه‌های دیگری در بابل باستان و سرزمین کنعان نیز یافت شده‌است.

در دوران باستانُ کشور مصر دست توانمندی در زمینهٔ صنایع دستی داشته‌است. در تمدن یهودیان در کنعان، اکدیان در آشور، بابلیان در بابل و ایرانیان در ایران، و اروپاییان نمادهایی همچون بالهای شاهین دیده‌شده که همگی برگرفته از نمونهٔ اصلی و صنایع دستی مصر باستان ازجمله ایزیس و حوروس هستند. نماد پرچم شهباز نیز در این زمره است که هخامنشیان به‌عنوان غنیمت از مصر آورده و نماد خود را با الگوبرداری معکوس از آن ساختند. این نماد در ایران جنبهٔ تزئینی و کاردستی داشته‌است و در جایگاه اهورامزدا نبود؛ زیرا تا جایی که ثابت شده‌است، داریوش بزرگ پیرو اهورامزدا بوده‌است و در کتیبه‌های خود از اهورامزدا یاری می‌جسته‌است. همچنین گمان می‌رود مدل آشوری که از بالهای مصری الگوبرداری‌شده که ایزد آشور نام دارد، دراصل خدا نباشد و پادشاه آشور باشد که این گفته هنوز مستند نیست.

## نگارخانه

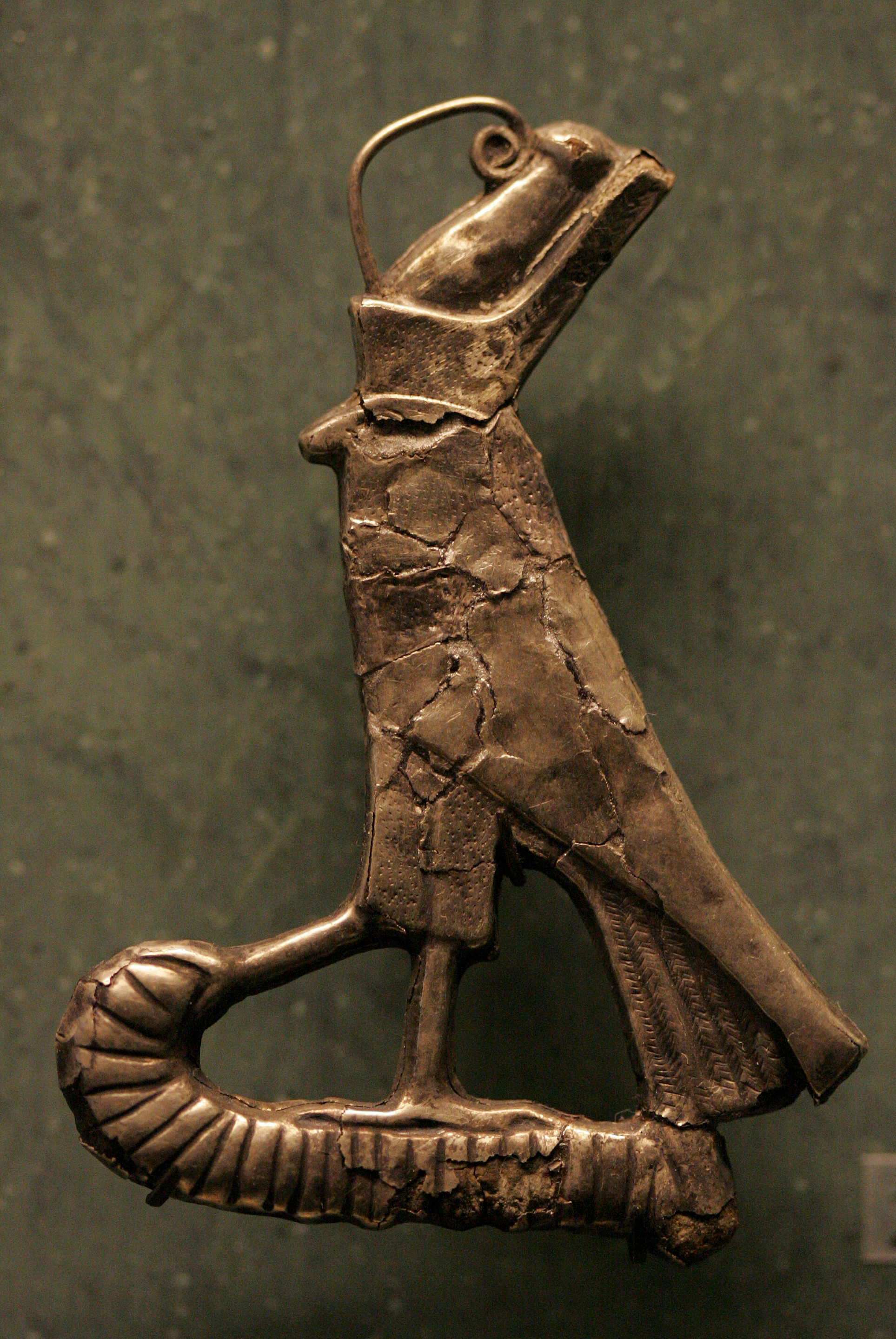
حوروس به شکل عقاب به تصویر کشیده شده‌است.
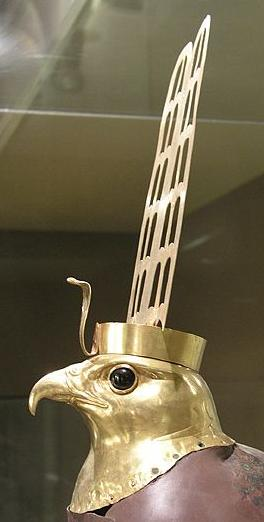
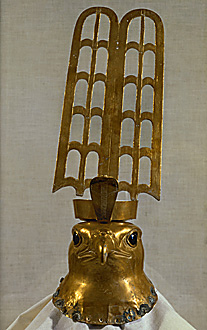
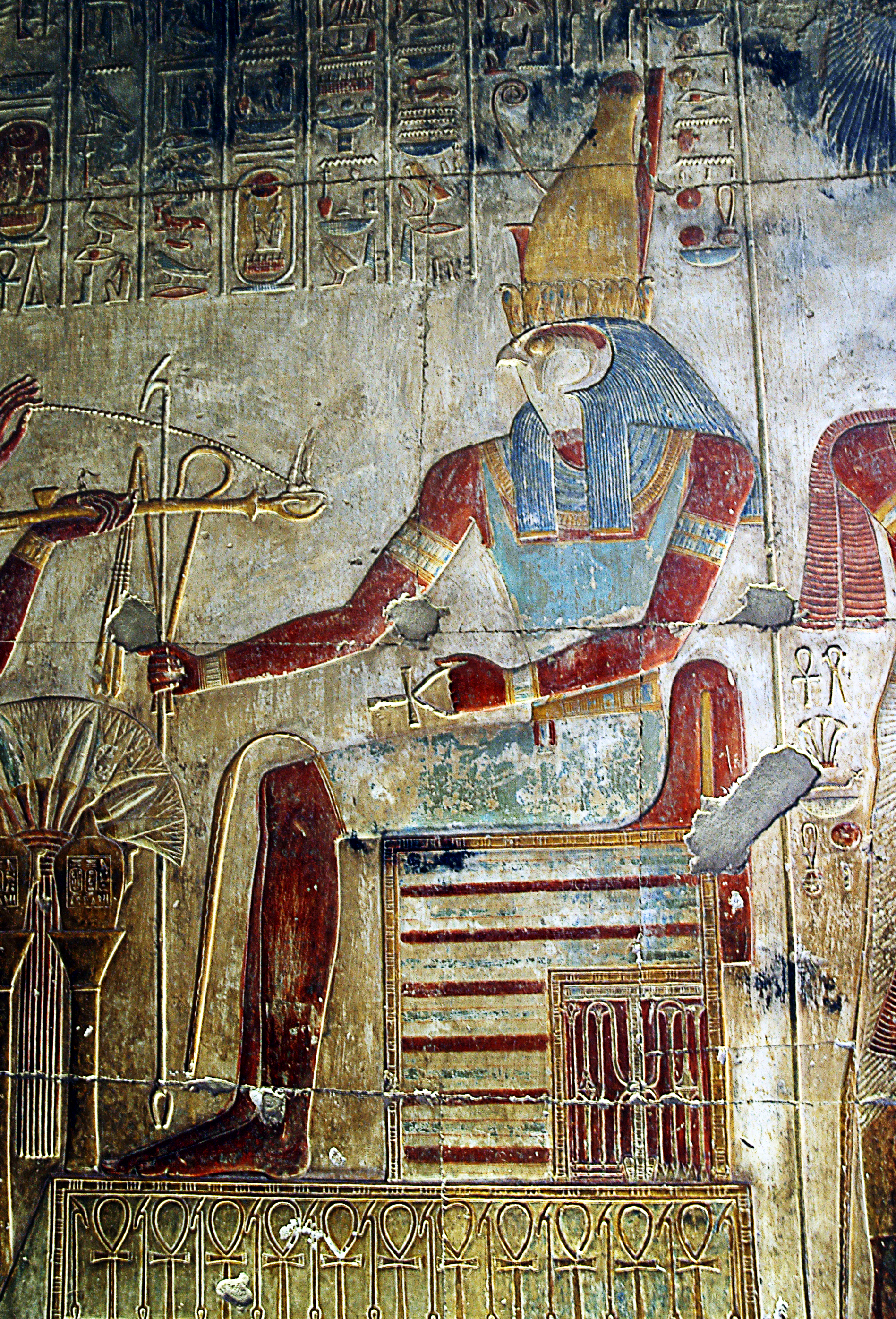
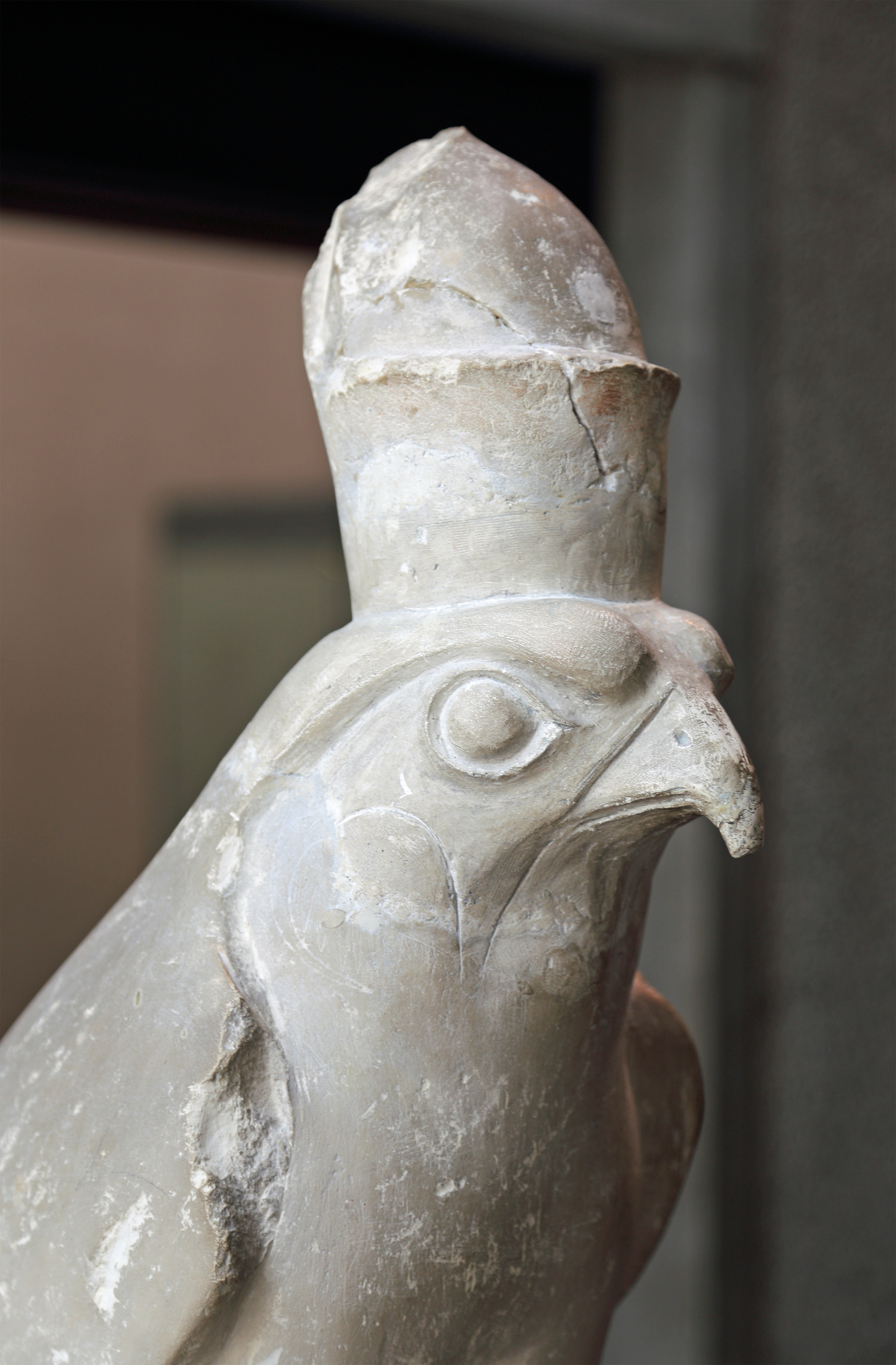
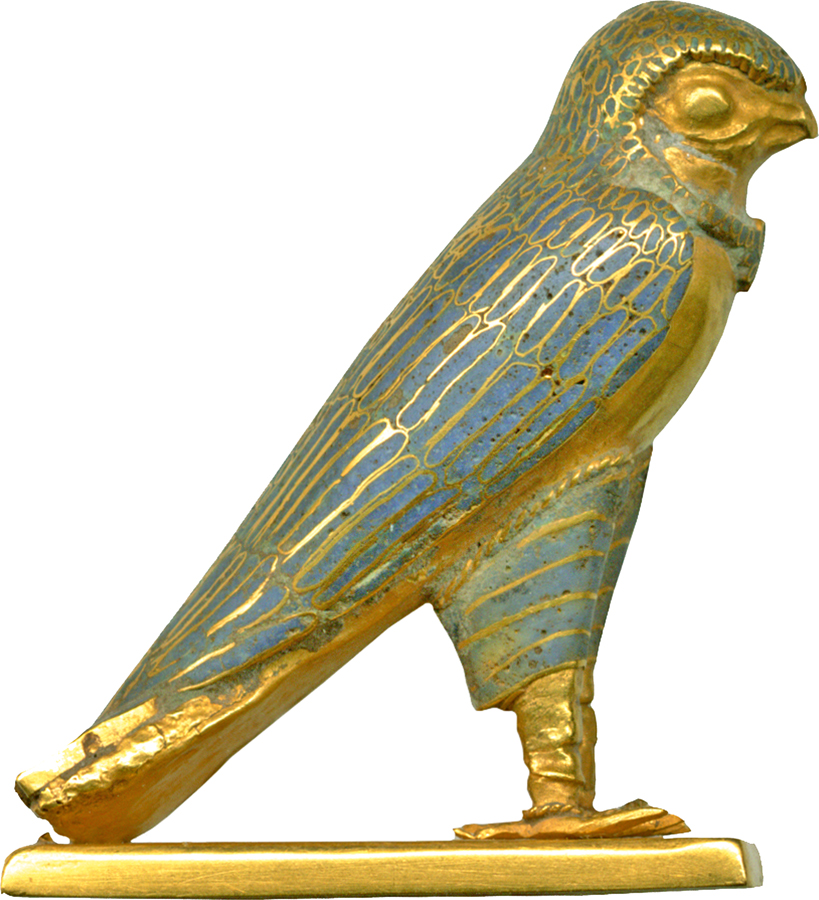
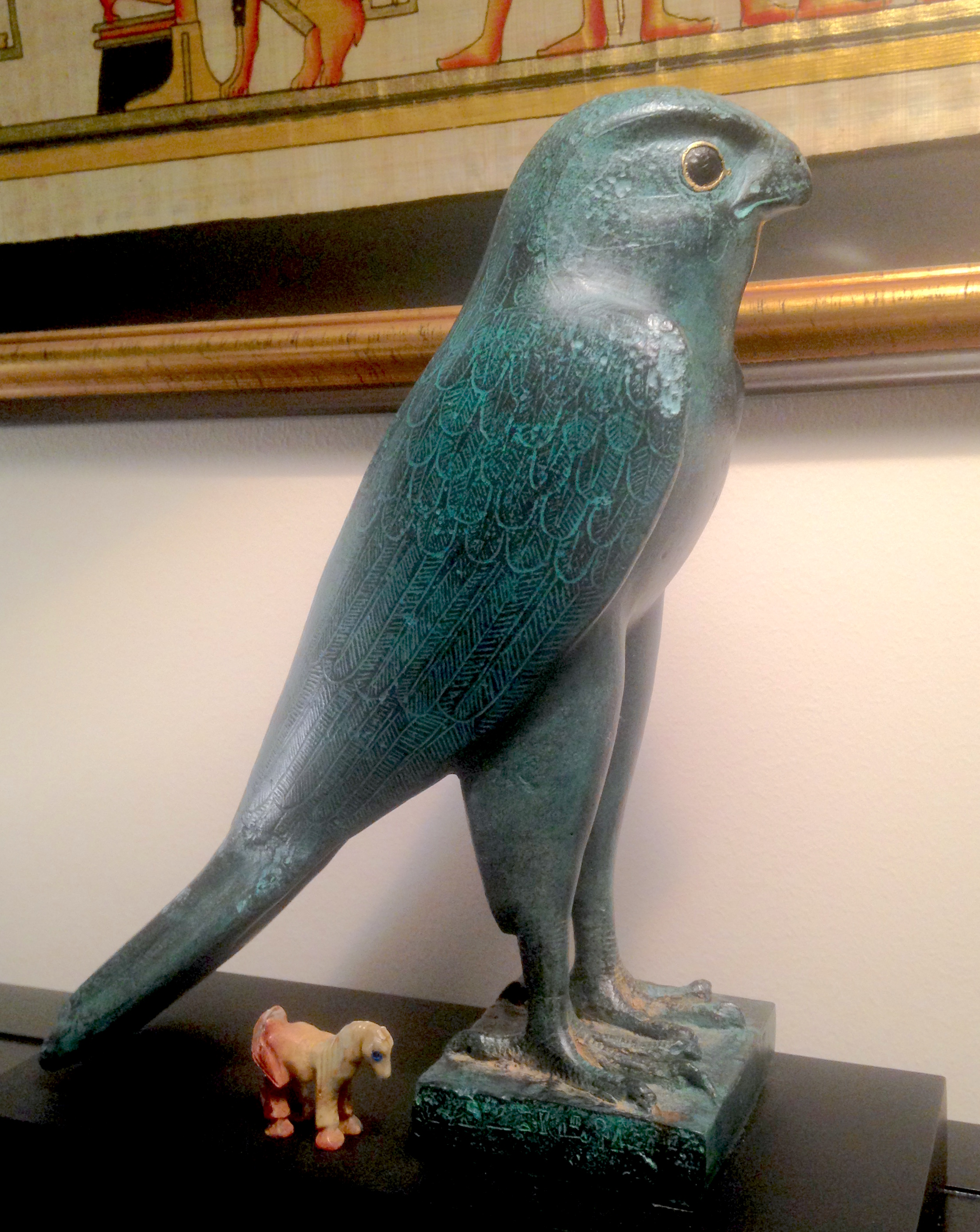
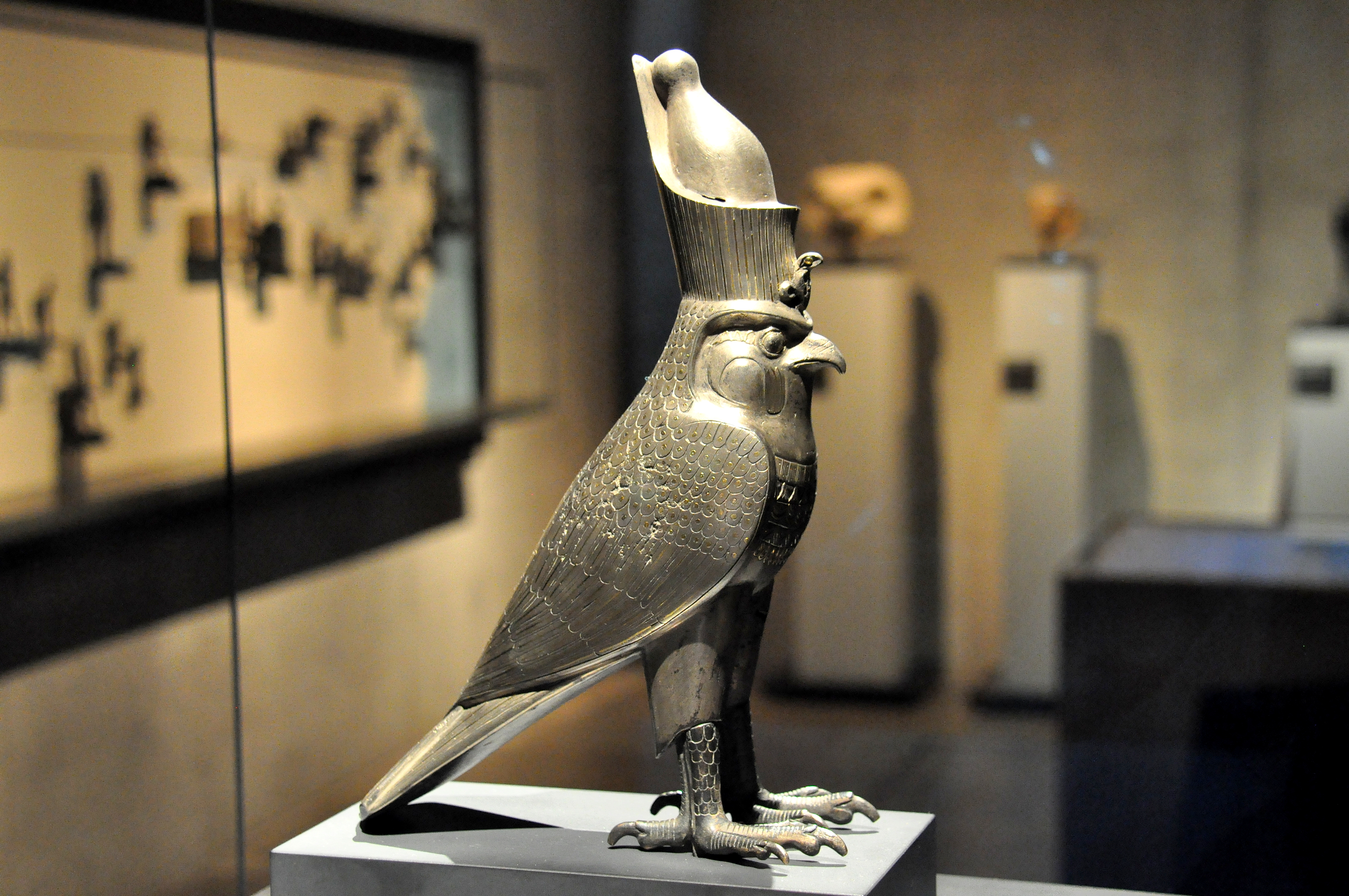
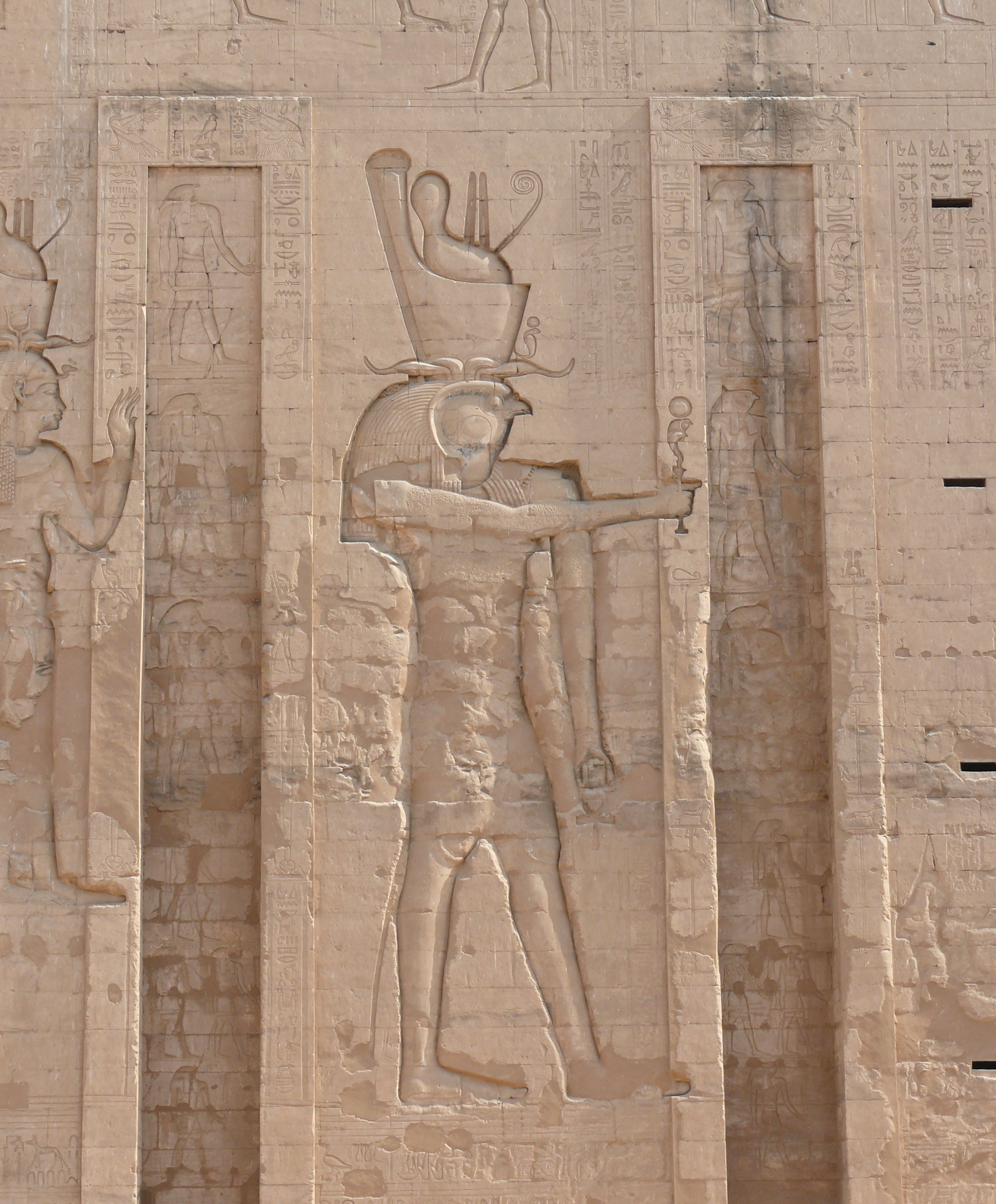
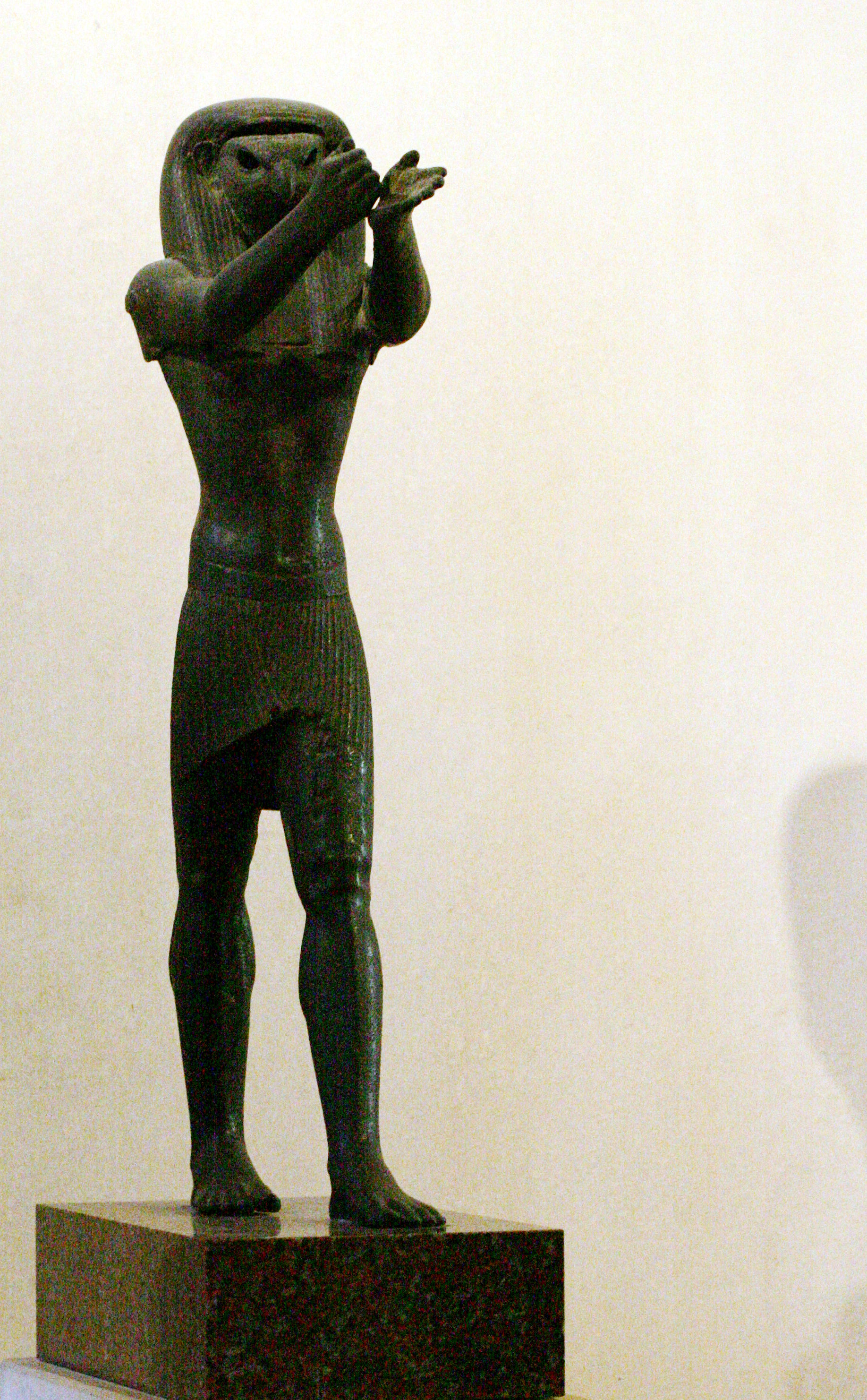
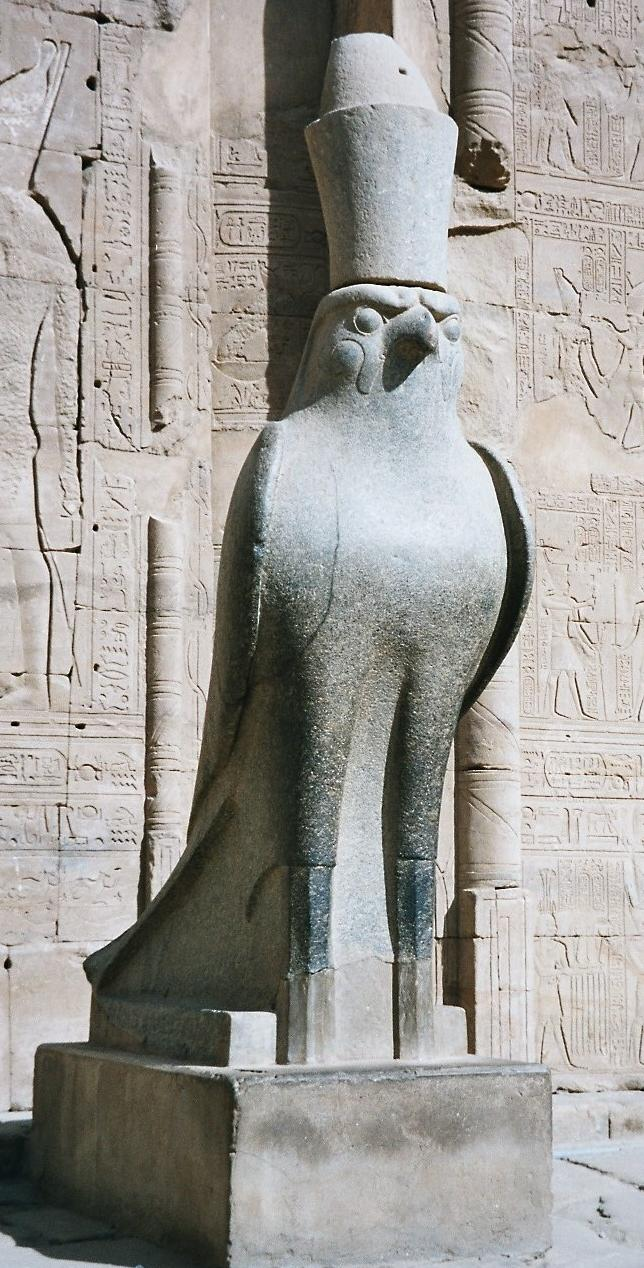
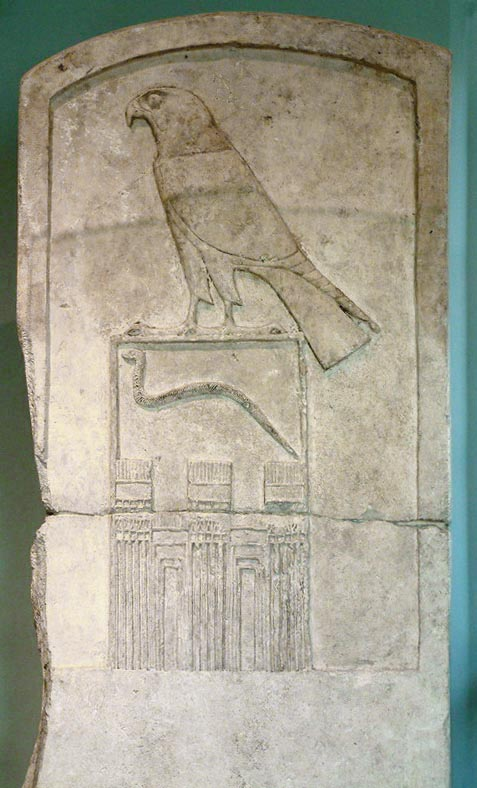
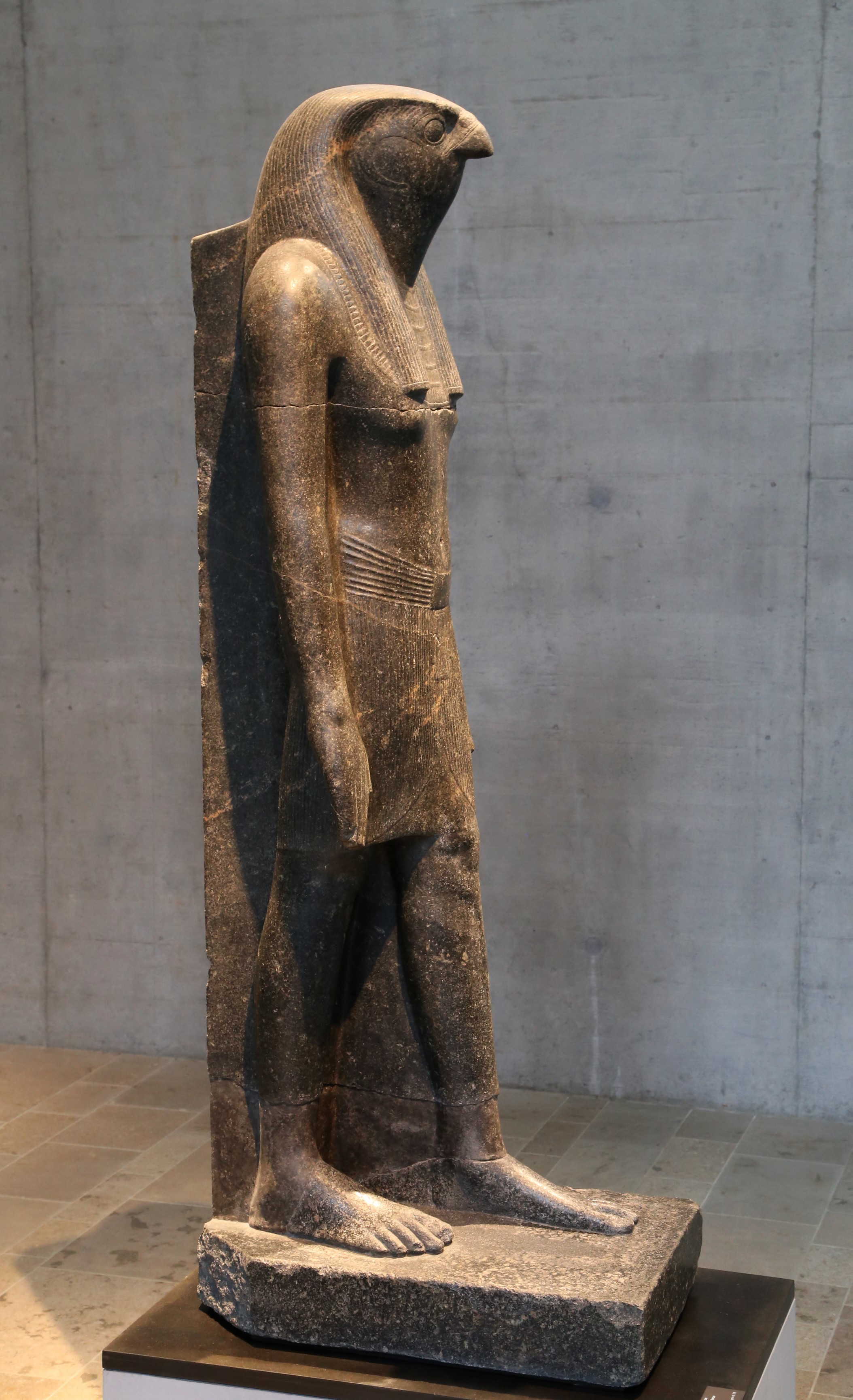
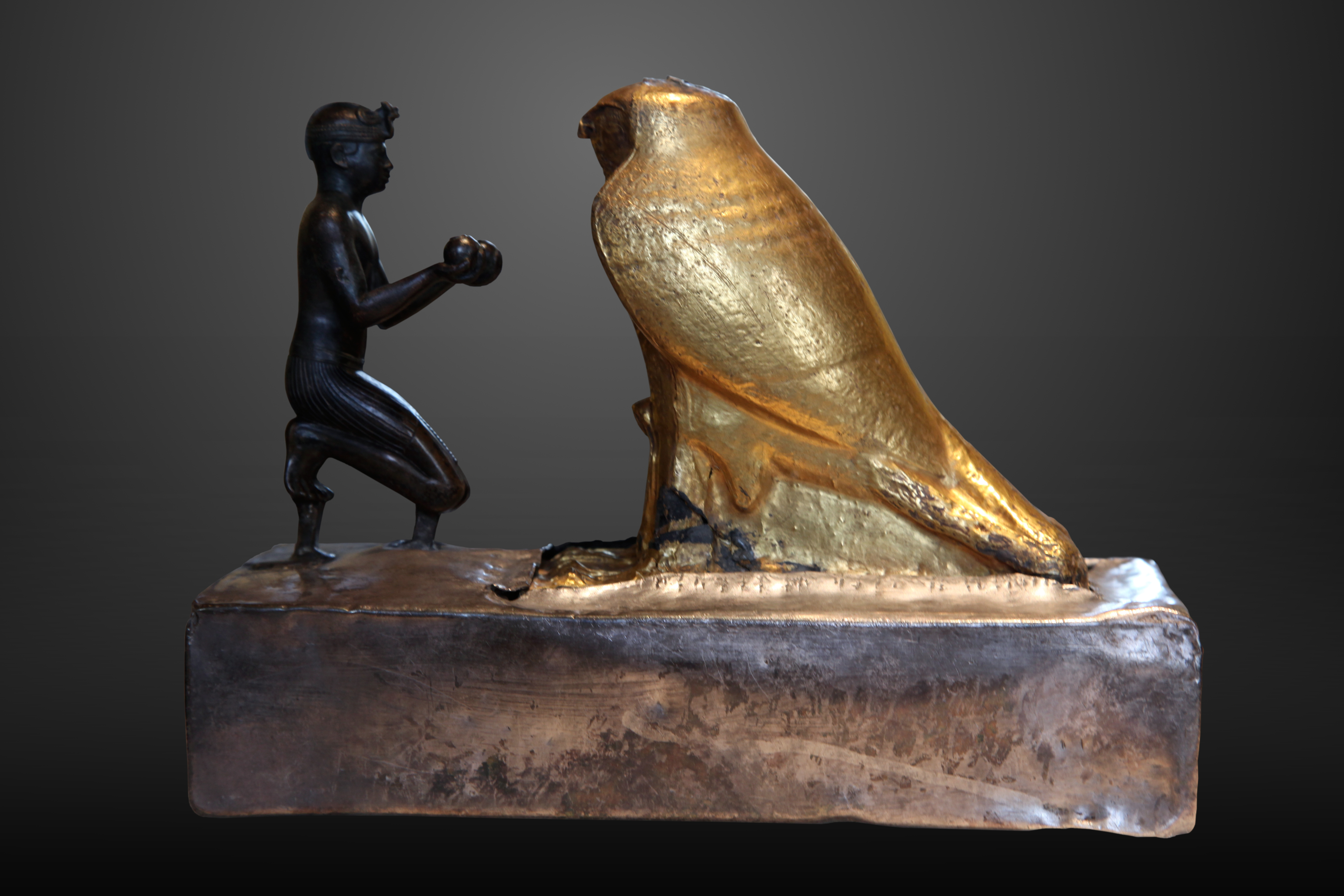
هِمِن خدای دیگری است که در قالب یک شاهین در مصر پرستش می‌شد. مردی درحال پیشکش شراب به بُت هِمِن است.
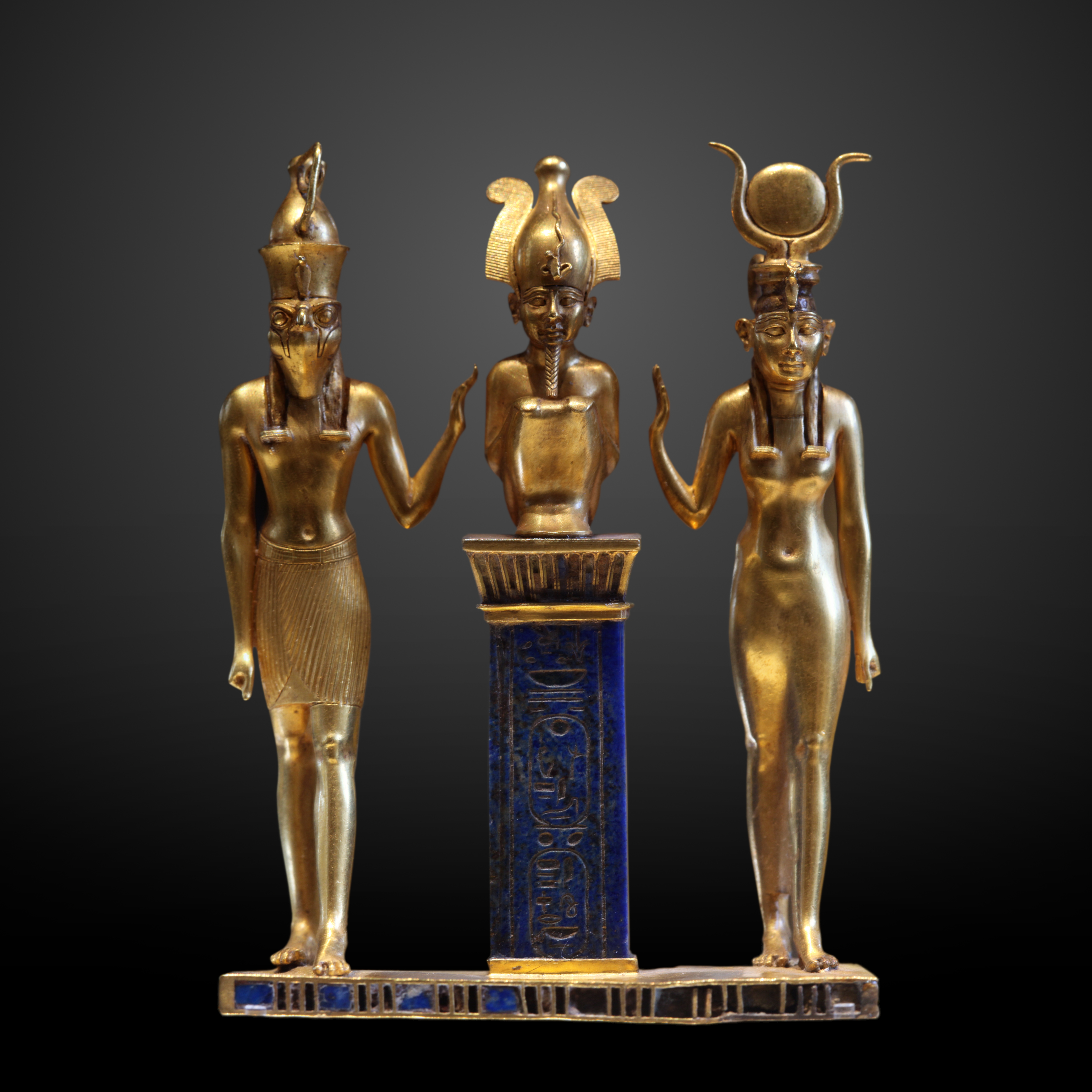
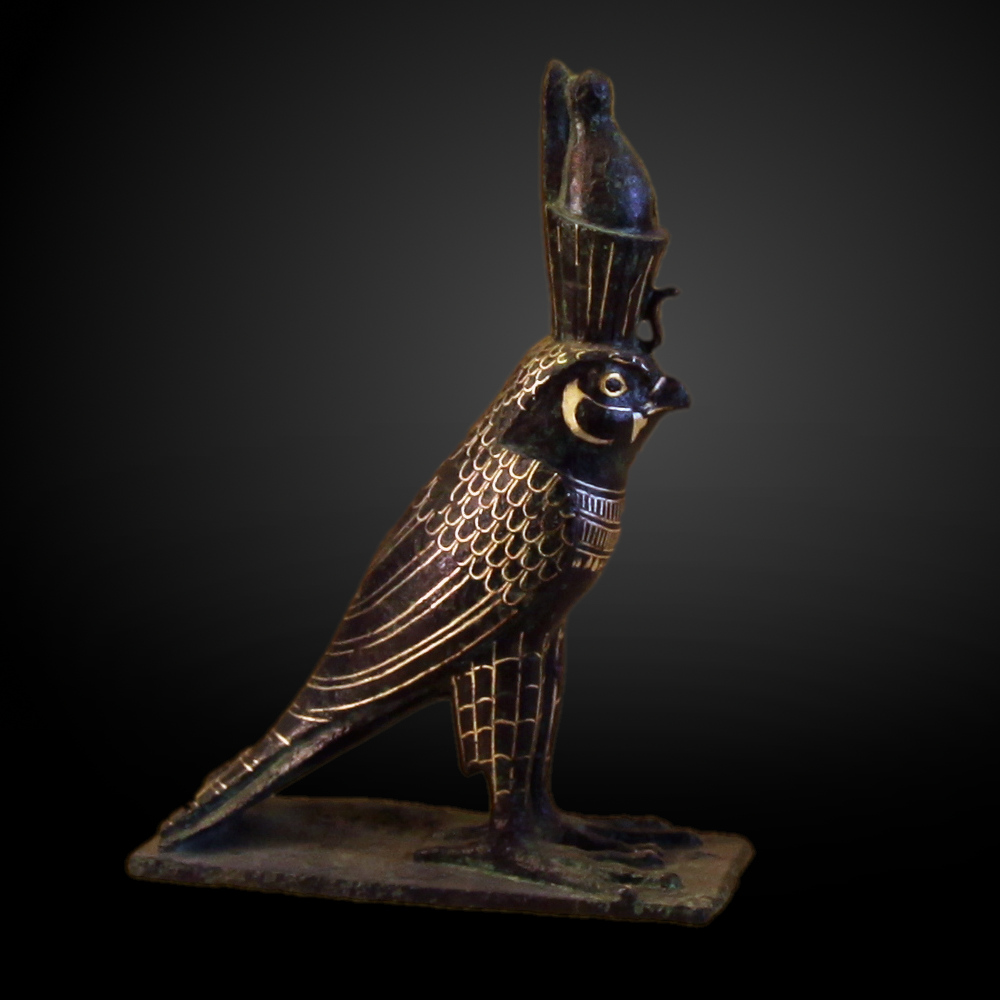
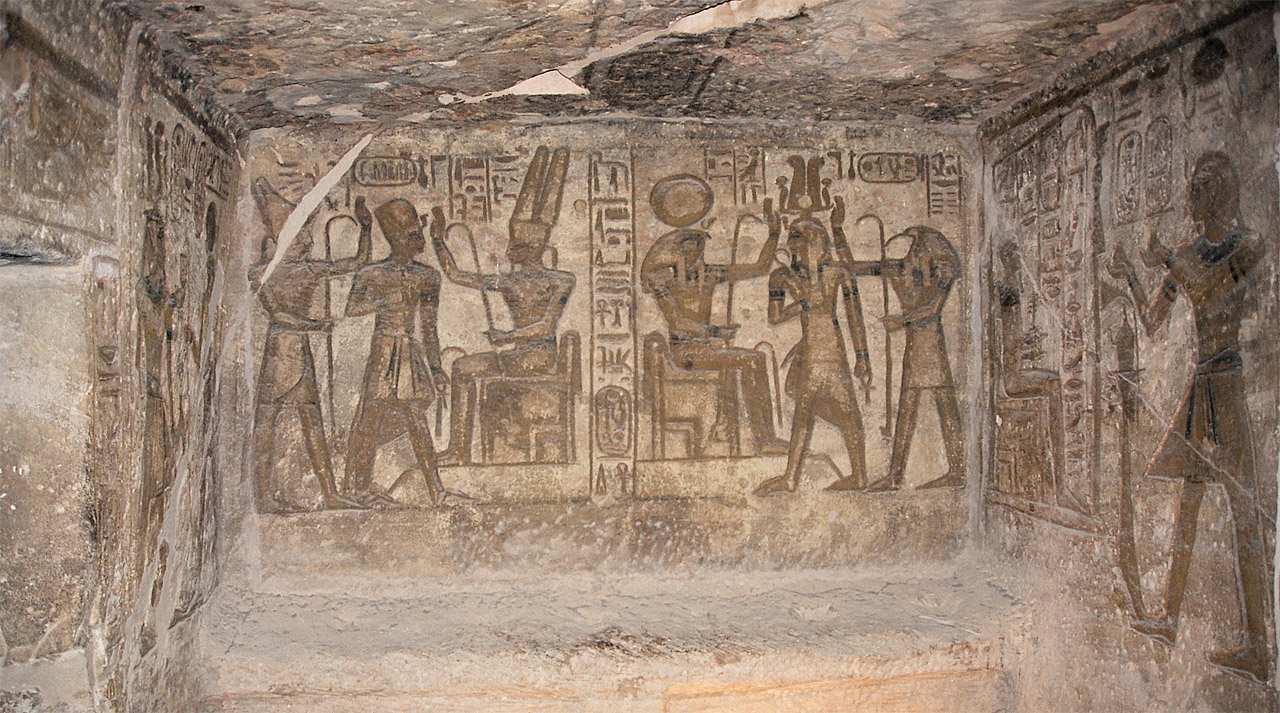